# 射鵰英雄傳 (1988年電視劇)
《射鵰英雄傳》（英語：The Legend of the Condor Heroes）是根據金庸同名武俠小說改編的電視連續劇，由周遊、李朝永領導永真電視電影製作，於1988年在中國電視公司週日晚間八點首播，分為兩部：《大漠英雄傳》、《華山論劍》。

## 角色

### 主角成員
- 黃文豪 飾 郭靖/郭嘯天[3]
- 陳玉蓮 飾 黃蓉/馮蘅
- 潘宏彬 飾 楊康
- 邱淑宜 飾 穆念慈

### 其他角色成員
- 李藝民 飾 黃藥師
- 龍天翔 飾  歐陽鋒
- 江生 飾 洪七公
- 龍冠武 飾  周伯通
- 戈偉家 飾 歐陽克
- 楊元璋 飾 丘處機
- 向雲鵬 飾 楊鐵心/楊再興
- 林秀君 飾 包惜弱
- 樊日行 飾 段智興
- 劉筱平 飾 李萍
- 李志堅 飾 成吉思汗
- 冼煥貞 飾  華箏
- 丁華寵 飾  拖雷
- 韋弘 飾   哲別
- 黃關雄 飾   馬鈺
- 江英 飾 王處一
- 茅靜順 飾 柯鎮惡
- 丁仰國 飾 朱聰
- 徐若華 飾 韓小瑩
- 唐复雄 飾 梁子翁
- 彭筱蘭 飾  瑛姑
- 李龍吟 飾  陸乘風
- 金少龍 飾 陸冠英
- 翟玉娘 飾 程瑤迦
- 陳麗華 飾 梅超風
- 尤國棟 飾 陳玄風
- 謝屏楠 飾 完顏洪烈
- 許家榮 飾 王重陽
- 梁修身 飾 岳飛（客串）